# Elstree and Borehamwood
Elstree and Borehamwood – civil parish w Anglii, w Hertfordshire, w dystrykcie Hertsmere. W 2011 civil parish liczyła 37065 mieszkańców.